# 德里女孩
《德里女孩》（英語：Derry Girls）是由Lisa McGee創作和撰寫並於2018年1月4日在第四台首播的英國青少年情景喜劇。是該頻道自《泰德神父》以來最成功的喜劇，該系列的靈感來自於Lisa McGee在1990年代在北愛爾蘭問題最後幾年間在德里長大的經歷。它由Saoirse-Monica Jackson、Louisa Harland、妮可拉·歌可蘭、Jamie-Lee O'Donnell和Dylan Llewellyn主演，他們是生活在1990年代中期德里的五個青少年，當時他們就讀於Our Lady Immaculate學院，這是一所虛構的女子天主教中學，基於McGee本人就讀的Thornhill College。《德里女孩》由英國製作公司Hat Trick Productions製作，大部分場景在北愛爾蘭倫敦德里郡拍攝，部分則在貝爾法斯特拍攝。
雖然《德里女孩》的劇情線為虛構，但該系列經常引用北愛爾蘭問題及其和平進程的歷史事件，包括1994年愛爾蘭共和軍宣布停火、1995年克林頓總統和第一夫人希拉里訪問北愛爾蘭，以及1998年耶穌受難日公投。在劇中會透過電視和廣播抽放一些政治人物有關的真實檔案片段，而配樂則以那個時代的流行音樂為特色，包括Ace of Base、Blur、Cypress Hill、Salt-N-Pepa、Corrs和Cranberries等等。
第一季於2018年1月和2月在第四台播出，成為自2002年有紀錄以來北愛爾蘭收視率最高的連續劇。該系列在試播集播出後不久便馬上進行了續訂，第二季於2019年3月和4月播出。同時為最終季的第三季本於2020年開始拍攝，時空設定分別為1996和1997年，受到COVID-19疫情影響，最終於2022年4月首播。於2022年5月18日播出的最後一集名為《協議》的45分鐘特別延長版，時空設定為1998年簽署貝爾法斯特協議期間。
位於德里Orchard街18號Badgers Bar and Restaurant牆上繪製了一幅靈感來自於《德里女孩》主要人物的壁畫，並成為該區一個受歡迎的旅遊景點。